# Impatiens gongolana
Espèce
Statut de conservation UICN

 EN B2ab(iii) : En danger
Impatiens gongolana N.Hallé est une espèce de plantes à fleurs de la famille des Balsaminaceae et du genre Impatiens, présente en Afrique tropicale.

## Étymologie
Son épithète spécifique gongolana fait référence à la N'Gongolane, le cours d'eau auprès duquel l'holotype a été trouvé par Nicolas Hallé, dans les monts de Cristal, au sud de Mela, le 11 août 1959.

## Description
C'est une herbe pérenne pouvant atteindre 35 cm de hauteur.

## Distribution
Récoltée à plusieurs reprises dans les monts de Cristal, elle a d'abord été considérée comme endémique du Gabon, mais l'espèce a été observée également au parc national de Campo-Ma'an au sud du Cameroun. Comme elle est relativement rare, circonscrite à un aire réduite, elle reste considérée comme « en danger ».